# J SPORTS CROWN〜無差別級6人タッグトーナメント〜
J SPORTS CROWN〜無差別級6人タッグトーナメント〜（ジェー・スポーツ・クラウン〜むさべつきゅうろくにんタッグトーナメント〜）は、J SPORTS CROWNの一環として新日本プロレスが主催していた6人タッグトーナメント戦。

## 第1回
日程
- 2010年6月28日（1回戦）、6月29日（準決勝）、6月30日（決勝）

会場
- ディファ有明

出場タッグチーム
- 後藤洋央紀（新日本プロレス）&田口隆祐（新日本プロレス）&プリンス・デヴィット（新日本プロレス） ※優勝
- 棚橋弘至（新日本プロレス）&TAJIRI（SMASH）&KUSHIDA（SMASH） ※準優勝
- 永田裕志（新日本プロレス）&井上亘（新日本プロレス）&平澤光秀（新日本プロレス）
- 中西学（新日本プロレス）&金本浩二（新日本プロレス）&エル・サムライ（フリー）
- 真壁刀義（新日本プロレス）&本間朋晃（新日本プロレス）&オースティン・クリード（フリー）
- 矢野通（新日本プロレス）&飯塚高史（新日本プロレス）&外道（新日本プロレス）
- 中邑真輔（新日本プロレス）&石井智宏（新日本プロレス）&田中将斗（プロレスリングZERO1）
- 高橋裕二郎（新日本プロレス）&内藤哲也（新日本プロレス）&ディック東郷（DDTプロレスリング）
- スーパー・ストロング・マシン（新日本プロレス）&ピンク・ストロング・マシン（フリー）&トンガ・ストロング・マシン（新日本プロレス）
- 長州力（リキプロ）&AKIRA（フリー）&タイチ（新日本プロレス）
- 本田多聞（フリー）&志賀賢太郎（フリー）&橋誠（フリー）
- ジャイアント・バーナード（新日本プロレス）&カール・アンダーソン（新日本プロレス）&キング・ファレ（新日本プロレス）

## 第2回
日程
- 2011年6月21日（1回戦）、6月22日（準決勝）、6月23日（決勝）

会場
- ディファ有明

出場タッグチーム
- 後藤洋央紀（新日本プロレス）&田口隆祐（新日本プロレス）&プリンス・デヴィット（新日本プロレス） ※優勝
- ジャイアント・バーナード（新日本プロレス）&カール・アンダーソン（新日本プロレス）&獣神サンダー・ライガー（新日本プロレス） ※準優勝
- 永田裕志（新日本プロレス）&タイガーマスク（4代目）（新日本プロレス）&渡辺高章（新日本プロレス）
- 天山広吉（新日本プロレス）&井上亘（新日本プロレス）&キング・ファレ（新日本プロレス）
- 小島聡（新日本プロレス）&真壁刀義（新日本プロレス）&本間朋晃（新日本プロレス）
- 棚橋弘至（新日本プロレス）&KUSHIDA（新日本プロレス）&マスカラ・ドラダ（CMLL）
- 矢野通（新日本プロレス）&飯塚高史（新日本プロレス）&石井智宏（新日本プロレス）
- 金本浩二（新日本プロレス）&三上恭佑（新日本プロレス）&高橋広夢（新日本プロレス）
- 邪道（新日本プロレス）&外道（新日本プロレス）&ブライアン・ケンドリック（フリー）
- 田中将斗（プロレスリングZERO1）&高橋裕二郎（新日本プロレス）&ディック東郷（DDTプロレスリング）
- 菊地毅（フリー）&円華（フリー）&忍（暗黒プロレス組織666）
- ランス・アーチャー（新日本プロレス）&TAKAみちのく（KAIENTAI DOJO）&タイチ（新日本プロレス）